# Louis Côté (compositeur)
Pour les articles homonymes, voir Louis Côté et Côté (homonymie).
Louis Côté est un compositeur de musique canadien. Il est connu pour avoir composé les titres du chanteur-producteur libano-canadien K. Maro, de la chanteuse française Shy'm et plus récemment du jeune chanteur Lennikim.
Il reçoit plusieurs NRJ Music Awards pour des chansons de K. Maro et Shy'm. Ainsi qu'un SOCAM pour la chanson Sous une pluie d’étoiles de Cindy Daniel,.